# マルク・フレッケン
マルク・マリア・フーベルトゥス・フレッケン（Mark Maria Hubertus Flekken、1993年6月13日 - ）は、オランダ・ケルクラーデ出身のサッカー選手。ブンデスリーガ・バイエル・レバークーゼン所属。オランダ代表。ポジションはGK。

## 経歴

### クラブ
2016年6月12日、MSVデュースブルクと契約した。2018年2月のFCインゴルシュタット04戦では、試合中にゴール内の水を飲みに行こうとした際に得点を決められる珍失点を犯した。
2018年5月14日、SCフライブルクに加入した。シーズン通してアレクサンダー・シュヴォロウの控えにとどまり、最終節の1.FCニュルンベルク戦で加入後初出場を果たした。
シュヴォロウの移籍した2020ｰ21シーズン以降は先発で起用され、2021ｰ22シーズンにはチームの10戦無敗に貢献し、リーグ最高のシュートセーブ率に貢献した。
2023年5月31日、ブレントフォードに移籍した。
2025年6月3日、バイエル・レバークーゼンに移籍することが発表された。

### 代表
2022年3月26日、デンマーク代表との親善試合にてオランダ代表デビューを果たした。
10月21日にはカタールW杯に向けた予備登録メンバーの1人に選ばれた。
2024年5月29日、UEFA EURO 2024のメンバーに選出された。